# Steinberg Nuendo
Nuendo é um software desenvolvido pela Steinberg para gravação de música, arranjos, edição e pós-produção, como parte de uma estação de trabalho de áudio digital. O pacote é destinado a áudio e segmentos de vídeo de pós-produção, mas também contém módulos opcionais que podem ser utilizados para a criação de multimídia e sequenciamento MIDI.